# Neotelevisione
Neotelevisione è un neologismo coniato da Umberto Eco ed entrato nell'uso degli esperti di televisione per indicare la televisione generalista e commerciale delineatasi in Italia dai primi anni ottanta. Eco usa questo termine per la prima volta nel 1983 in un articolo intitolato "Tv, la Trasparenza Perduta" nel quale confronta le caratteristiche della cosiddetta paleotelevisione con quelle apportate dall'arrivo delle nuove emittenti private.

## Il concetto dineotelevisone
Se l'introduzione del termine nella lingua italiana lo si deve ad Eco, il concetto è già presente  nel mondo anglosassone soprattutto per opera di Raymond Williams con il suo testo Television, Technology and cultural form del 1974 per indicare il passaggio da uno spettatore che assiste a un programma ma crea un palinsesto personale composto di frammenti di vari programmi. L'autore inglese sottolinea le differenze esistenti negli Stati Uniti, dovute soprattutto all'esistenza delle televisioni commerciali.

## Contesto e caratteristiche
Umberto Eco conia il termine neotelevisione dopo che l'arrivo della concorrenza portata dalle TV commerciali aveva spinto la TV di stato a rinnovare profondamente i suoi programmi degli anni passati. Con l'avvento della neotelevisione, la RAI abbandona definitivamente il modello di "TV pedagogica", che aveva caratterizzato le sue trasmissioni degli anni cinquanta e sessanta, basti pensare a Non è mai troppo tardi del maestro Alberto Manzi.
Ora la RAI, per fronteggiare una concorrenza ormai sempre più agguerrita, prende molti elementi proprio da quei programmi prima molto disprezzati e si concentra sullo spettacolo e sull'intrattenimento leggero.
Programmi di punta della neotelevisione sono Fantastico, Pronto, Raffaella?, Quelli della notte e Indietro tutta!. Il primo è un contenitore di spettacolo per lo show del sabato sera legato alla Lotteria Italia, che sarà riproposto sia pure con autori e conduttori diversi per una decina di stagioni.
Il telespettatore diventa protagonista dello spettacolo televisivo: interviene in diretta col telefono (come in Telefono giallo) o gioca sempre via telefono da casa (Pronto, Raffaella?) o segnala l'avvistamento di persone scomparse (Chi l'ha visto?).
Si riduce la distanza tra telespettatore e presentatore: in trasmissione arrivano telefonate in diretta, durante le quali i due interlocutori, pur non conoscendosi, si danno del tu dopo essersi presentati dicendosi solamente (e rigorosamente) il nome di battesimo e il paese di provenienza (con tanto di indicazione della provincia).
Nei quiz il concorrente appare assai diverso dallo stereotipo dei concorrenti archetipo di Lascia o raddoppia? Luigi Marianini e la signora Longari: il nuovo concorrente avvolto nel suo coloratissimo maglione e non più in giacca e cravatta, scherza e ride con il conduttore.
In TV vince e convince l'informalità: nasce la "TV nel salotto", espediente per creare un maggior contatto con il pubblico a casa. La Carrà, ad esempio, in Pronto, Raffaella? in una doppia veste di conduttrice/padrona di casa, era come se invitasse il pubblico nel suo salotto per prendere il tè o un aperitivo o sulla sua terrazza con vista su Roma, o sui suoi divani bianchi.
Questo tema dell'ambientazione domestica fu riutilizzata in programmi come il Tappeto Volante di Luciano Rispoli, e per certi versi anche ne I fatti vostri.
(da "strategie di coinvolgimento dello spettatore nei programmi della neotelevisione, edizioni RAI vqpt, a cura di Francesco Casetti)
Il conduttore guarda direttamente nella camera da presa: col suo primo piano entra con il solo volto (ma sempre più un volto familiare) nelle case degli italiani.
La televisione fa metatelevisione e diventa sempre più autoreferenziale: si pensi a programmi come Blob, che in venti minuti ripropone spezzoni delle ultime 24 ore di palinsesto, o a programmi parodia come Indietro tutta!.
Vero punto di non ritorno per la storia della televisione è appunto l'edizione di Fantastico 3 che segna appunto l'inizio della neotelevisione, basti pensare a Renato Zero che canta la famosa sigla Viva la RAI.
Cambia quindi l'impostazione dei programmi: si rinnovano gli studi che vengono riempiti di coloratissime scenografie. Proprio l'arrivo della televisione a colori costituisce il nuovo elemento che contribuisce maggiormente a segnare il confine tra paleo e neotelevisione. Si fa inoltre grande ricorso ai corpi di ballo e ai balletti nelle trasmissioni. Segno dei tempi che cambiano è la presenza di numerose ballerine di colore, in genere brasiliane, come ad esempio in Indietro tutta!.
La neotelevisione propone un modello di spettacolo in cui prevale l'elemento dell'esotismo più di quello dell'affermazione di un'italianità. Ciò avviene quindi non solo con il ricorso a ballerine di colore, ma anche a showgirl italo-americane: vere regine della TV anni ottanta sono infatti Heather Parisi e Romina Power.

## L'importanza delle sigle
Con la neotelevisione la sigla diventa a pieno titolo un vero e proprio elemento di identificazione del programma. I telespettatori, come già accaduto per Carosello o il telegiornale, riconoscono il programma tv ancora prima che dalle immagini, dal jingle della sigla di apertura. Uno dei cavalli di battaglia delle TV commerciali era stato lo sfruttamento, anche discografico, delle sigle delle trasmissioni, in particolare di quelle per i bambini (si pensi alle sigle dei cartoni animati giapponesi).
Nonostante secondo alcuni esperti di storia della televisione, il primo sfruttamento discografico di sigle TV si ebbe con il programma Portobello di Enzo Tortora (con la sigla di apertura di Tortora e Lino Patruno, e con Come vorrei dei Ricchi e Poveri) negli anni ottanta le sigle delle trasmissioni RAI ottengono molto successo.
Basti pensare ai tormentoni, rivolti in particolare a un pubblico di bambini delle sigle di Heather Parisi, (Cicale, Crilù, Ti Rockerò e Ceralacca) sigle di quattro diverse edizioni della trasmissione Fantastico.

## I programmi innovativi
Numerosi furono i programmi di successo, che furono considerati innovativi o che hanno inaugurato generi o fatto conoscere nuove fasce orarie prima considerate come "momenti morti".
La trasmissione Pronto, Raffaella?, ad esempio, rilancia la fascia della tarda mattinata, prima addirittura occupata dal solo monoscopio. In questa fascia si combatte gran parte del duello tra Rai 1 e Canale 5. Quest'ultima rete era stata la prima a puntare su quella fascia, assai importante per la numerosa presenza di casalinghe. Quest'ultima tipologia di pubblico televisivo è la categoria regina della neotelevisione: essendo le casalinghe in molte famiglie le responsabili degli acquisti e avendo molto tempo libero a disposizione, sono considerate un'audience pregiato dagli investitori pubblicitari.
La programmazione loro dedicata è prevalentemente composta da telenovela (soap opera seriali) e programmi di cucina. Vera regina e paradigma delle casalinghe è la nota "Casalinga di Voghera". A questo pubblico sembrano rivolgersi espressamente i programmi della tarda mattinata, fascia che nella seconda metà degli anni ottanta sarà occupata e sapientemente sfruttata da Gianfranco Funari con il suo programma Mezzogiorno italiano.
Ma nessuna fascia di pubblico sembra essere trascurata dalla neotelevisione: si pensi al fatto che nonostante il successo dei programmi per casalinghe il palinsesto sembra riprodurre la struttura della giornata di una famiglia tipo (magari l'arcinota Famiglia del Mulino Bianco Barilla) con la sua scansione temporale.
La mamma casalinga e responsabile degli acquisti ha a disposizione i programmi della mattina, i bambini tornano da scuola e hanno a disposizione specifici programmi (e relativa pubblicità) a loro dedicati.
Grandi trasmissione contenitore, si pensi a Domenica In, sono strutturate per piacere a tutti i membri della famiglia, dal nonno al nipote. Guardare la televisione è ormai un rito collettivo, che ogni famiglia svolge per suo conto: sono ormai lontani i tempi in cui si invitavano a casa i vicini e gli amici senza televisore per una visione collettiva.
Renzo Arbore nella sigla Sì la vita è tutto un quiz del noto programma Indietro tutta! dice: 
La televisione scandisce i tempi, detta una vera e propria liturgia catodica. Ora la giornata non è più regolata dai tempi religiosi (le campane, le lodi, i vespri) o dai tempi della società industriale (i turni operai, la sirena, i cambi turno) ma direttamente dalla televisione.

Si mangia durante il telegiornale e si cerca di calibrare la durata del pasto alla durata del telegiornale. Profetica in questo senso è la sigla di chiusura di Indietro tutta!: 
Altra fascia di successo prima poco sfruttata è la seconda serata: prima del 1985 questa fascia era occupata da trasmissioni didattico culturali, ma la tendenza cambierà nel 1985 con il successo del programma Quelli della notte di Renzo Arbore.
Nel 1986 Unomattina dà il via allo sfruttamento della fascia delle prime ore del mattino: la trasmissione va con in onda il segnale orario, ed è divisa in blocchi più o meno autonomi.
Il telespettatore, può seguirne quindi anche solo pochissimi minuti, magari mentre è intento a fare colazione prima di uscire di casa o mentre si veste.
Sul finire del decennio compaiono programmi i cui format saranno replicati con successo nella televisione degli anni novanta e per certi versi nella televisione di oggi. È il caso di Blob, di Fuori Orario di Chi l'ha visto? (trasmissione di TV di servizio, chiaramente ispirata alla rubrica Dove sei? della nota trasmissione Portobello di Enzo Tortora) e di Più sani e più belli di Rosanna Lambertucci.
Il programma Linea verde, tuttora presente nei palinsesti, è in onda invece dal 1981 quale erede naturale della trasmissione A come agricoltura. Analogamente il programma Mixer di Giovanni Minoli andato in onda fino al 2000 partì nel lontano 1980.
I titoli di coda della neotelevisione scorrono sulle note della canzone Piacere Raiuno sigla dell'omonima trasmissione. Il programma: lo spettacolo esce dagli studi televisivi, abbandona il "Teatro delle Vittorie in Roma" o gli studi del Nomentano, e gira per i teatri di mezza Italia, passando anche per i teatri di città di provincia.
La stessa formula per certi versi la si rivedrà pochi anni dopo con il Karaoke di Fiorello o con le varie edizioni del Festivalbar.
Da non dimenticarsi poi la comicità di Beppe Grillo con Te lo do io il Brasile.

## Il linguaggio
Anche la lingua ha subito profonde modifiche, con un livellamento verso il basso 